# Quận Santa Clara, California
Quận Santa Clara là một quận trong tiểu bang California, Hoa Kỳ. Quận lỵ đóng tại thành phố San Jose2. Theo Cục điều tra dân số Hoa Kỳ, dân số năm 2000 của quận này là 1.682.585 người 2. Cục điều tra dân số Hoa Kỳ ước tính năm 2008 dân số quận này là 1.764.499 người.
Thung lũng Santa Clara được đô thị hoá cao cũng có tên gọi thung lũng Silicon nằm trong quận này. Đây là quận đông dân nhất trong khu vực vịnh San Francisco. 

## Thông tin nhân khẩu
Theo điều tra dân 2 năm 2000, quận này đã có dân số 1.682.585 người, 565.863 hộ, và 395.538 gia đình sống trong quận. Mật độ dân số là 1.304 người trên mỗi dặm vuông (503/km ²). Đã có 579.329 đơn vị nhà ở với mật độ trung bình là 449 dặm vuông (173/km ²). Cơ cấu dân tộc của dân cư quận này gồm 53,83% người da trắng, 2,80% da đen hay Mỹ gốc Phi, 0,67% người Mỹ bản xứ, 25,56% người châu Á, 0,34% người đảo Thái Bình Dương, 12,13% từ các chủng tộc khác, và 4,66% từ hai hoặc nhiều chủng tộc. 23,98% dân số là người Hispanic hay Latino thuộc chủng tộc nào. 6,7% là người gốc Anh Đức và 5,4% theo điều tra dân số năm 2000. 54,7% nói tiếng Anh, tiếng Tây Ban Nha 17,6%, 5,7% nói tiếng Việt, 5,3% nói tiếng Hoa hay tiếng Quan Thoại, 3,3% nói tiếng Tagalog còn người nói tiếng Hàn chiếm 1,2% làm ngôn ngữ đầu tiên của họ.
Đã có 565.863 hộ, trong đó 34,90% có trẻ em dưới 18 tuổi sống chung với họ, 54,90% là các cặp vợ chồng sống với nhau, 10,00% có chủ hộ là nữ không có mặt chồng, và 30,10% là không lập gia đình. 21,40% của tất cả các hộ gia đình đã được tạo thành từ các cá nhân và 5,90% có người sống một mình 65 tuổi trở lên đã được người. Bình quân mỗi hộ là 2,92 và cỡ gia đình trung bình là 3,41.
Trong quận này dân cư có độ tuổi với 24,70% ở độ tuổi dưới 18, 9,30% 18-24, 35,40% 25-44, 21,00% 45-64, và 9,50% 65 tuổi trở lên. Tuổi trung bình là 34 năm. Cứ mỗi 100 nữ có 102,80 nam giới. Cứ mỗi 100 nữ 18 tuổi trở lên, đã có 101,90 nam giới.
Thu nhập trung bình cho một hộ gia đình trong quận đã được 74.335 đô la Mỹ, và thu nhập trung bình cho một gia đình là 81.717 USD. Nam giới có thu nhập trung bình 56.240 Mỹ kim so với 40.574 $ cho phái nữ. Thu nhập trên đầu cho các quận được $ 32,795. Giới 4,90% gia đình và 7,50% dân số sống dưới mức nghèo khổ, trong đó có 8,40% của những người dưới 18 tuổi và 6,40% có độ tuổi từ 65 trở lên.
Quận Santa Clara có thu nhập trung bình cao nhất của bất kỳ quận này ở California. Ngày 30 tháng tư 2010, Bộ Tài chính California đã phát hành một văn bản ước tính dân số 1.880.876 người dân sống bên trong quận vào ngày 1 tháng 1 năm 2010.

## Giao thông
Các Xa lộ Liên tiểu bang 280, 680, và 880 và Quốc lộ 101 Hoa Kỳ chạy xuyên quận, tất cả đều là đường cao tốc. Một số xa lộ tiểu bang trong quận cũng là đường cao tốc. Quận Santa Clara bảo quản một hệ thống đường bán cao tốc (expressway).
Sân bay chính của quận là Sân bay quốc tế San Jose, nhưng dân cư cũng sử dụng Sân bay quốc tế San Francisco và Sân bay quốc tế Oakland. Sân bay Liên bang Moffett từng là căn cứ hải quân và hiện được sử dụng bởi Vệ binh Quốc gia Không quân California, NASA, Lockheed Martin, và Google. Quận cũng hoạt động vài sân bay hàng không chung (general aviation) nhỏ hơn.
Đường sắt đi làm Caltrain chạy xuyên quận và kéo dài tới San Francisco. Đường sắt đi làm Altamont Corridor Express kết nối các thành phố San Jose và Santa Clara với phía đông của Vùng Vịnh và kéo dài tới Stockton. Xe lửa Coast Starlight của Amtrak dừng lại tại San Jose giữa các điểm cuối Seattle và Los Angeles. Hệ thống tàu điện ngầm Cơ quan Vận chuyển Tốc hành Vùng Vịnh (BART) kết nối Milpitas và phía bắc của San Jose với phía đông của Vùng Vịnh; có kế hoạch mở rộng đường ngầm này tới San Jose và Santa Clara.
Cơ quan Vận chuyển Thung lũng Santa Clara cung cấp các dịch vụ xe buýt, đường sắt nhẹ/xe điện, và quản lý tắc nghẽn.